# Mazarunia mazarunii
Mazarunia mazarunii es una especie de peces de la familia Cichlidae en el orden de los perciformes.

## Morfología
Los machos pueden llegar alcanzar los 5,3 cm de longitud total.
- Número de  vértebras: 26.[1]

## Hábitat
Vive en zonas de clima tropical entre 20 °C-30 °C de temperatura.

## Distribución geográfica
Se encuentran en Sudamérica: río Mazaruni (cuenca del río Esequibo, Guayana).